# David Gleirscher
David Gleirscher (født 23. juli 1994) er en østrigsk kælker.
Han repræsenterede Østrig under Vinter-OL 2018 i Pyeongchang, hvor han vandt guld i singlekonkurrencen for mænd og bronze i holdkonkurrencen.